# 小原隆言
小原 隆言（おはら たかのぶ）は、戦国時代の武将。初め大内氏に仕え、後に毛利氏の家臣となる。大内義隆の奉行人で、大内氏の警固衆（水軍）を率いた将の一人。「大内殿有名衆」においては侍大将・先手衆と記されている。

## 生涯
大内義隆に仕えて警固衆を率い、侍大将・先手衆に列せられる。初名は「隆名」で、天文16年（1547年）6月2日の書状が「隆言」という名の初見。
天文9年（1540年）8月、警固衆を率いて伊予国の中島へ出陣し、同年8月13日に忽那島で戦う。翌天文10年（1541年）6月18日にも伊予国へ出陣し、7月26日までに三島、甘崎、岡村島、能島、因島などで戦った。8月には大内義隆の命により安芸国へ転戦。安芸国賀茂郡志波で毛利元就と会談した後に備後国で尼子晴久の軍勢と戦う。12月には尼子軍が撤退したため、隆言も山口へと帰還した。
天文17年（1548年）夏、大内義隆の命による備後国攻撃に従軍（神辺合戦）。陶隆房（陶晴賢）が大将となり、隆言は杉甲斐守、弘中隆兼らと共に軍監となった。山名理興の守る神辺城攻撃に際し、同年7月に大内義隆から稲薙を行うよう指示を受ける。この稲薙には、安芸国西条の大内兵に加え、備後国の国人である馬屋原氏なども動員され、かなり大規模に行われた。
天文19年（1550年）7月、毛利元就が安芸井上氏の粛清を行うにあたって、毛利隆元が大内義隆の内諾を得た際には、隆言がその仲介を行った。天文20年（1551年）9月1日の大寧寺の変によって大内義隆が陶晴賢に討たれると、隆言は大内義長に仕えたが、大内氏滅亡後は毛利元就に仕えた。
永禄5年（1562年）7月の門司城の戦いでは、桑原龍秋と共に戸次鑑連（立花道雪）や吉弘鑑理らが率いる大友軍を撃退した。
その後の動向は不明。

## 伝承との関わり
愛媛県大三島の大山祇神社にまつわる「鶴姫伝説」では、小原隆言は天文10年（1541年）10月に同島を攻めた際に大祝氏の鶴姫に討たれたとされているが、上記のように実際の小原はその後も生存・活動している。なお、「鶴姫伝説」自体が一般に認知されるようになったのは大祝氏の末裔である三島安精が小説『海と女と鎧 瀬戸内のジャンヌ・ダルク』を昭和41年（1966年）に執筆・出版して以降であり、鶴姫の事績や同伝説の真偽については疑義や批判が挙がっている（該当項参照）。